# A Cure for Suffragettes
A Cure for Suffragettes è un cortometraggio muto del 1913 diretto da Edward Dillon.

## Produzione
Il film fu prodotto dalla Biograph Company.

## Distribuzione
Distribuito dalla General Film Company, il film - un cortometraggio di 123,45 metri - uscì nelle sale cinematografiche USA il 17 novembre 1913. Nelle proiezioni, veniva programmato con il sistema dello split reel, accorpato in un'unica bobina con un altro cortometraggio prodotto dalla Biograph, la commedia He's a Lawyer.

### Conservazione
Copia della pellicola è conservata nella Worldview Entertainment Film Library.